# Portulaka

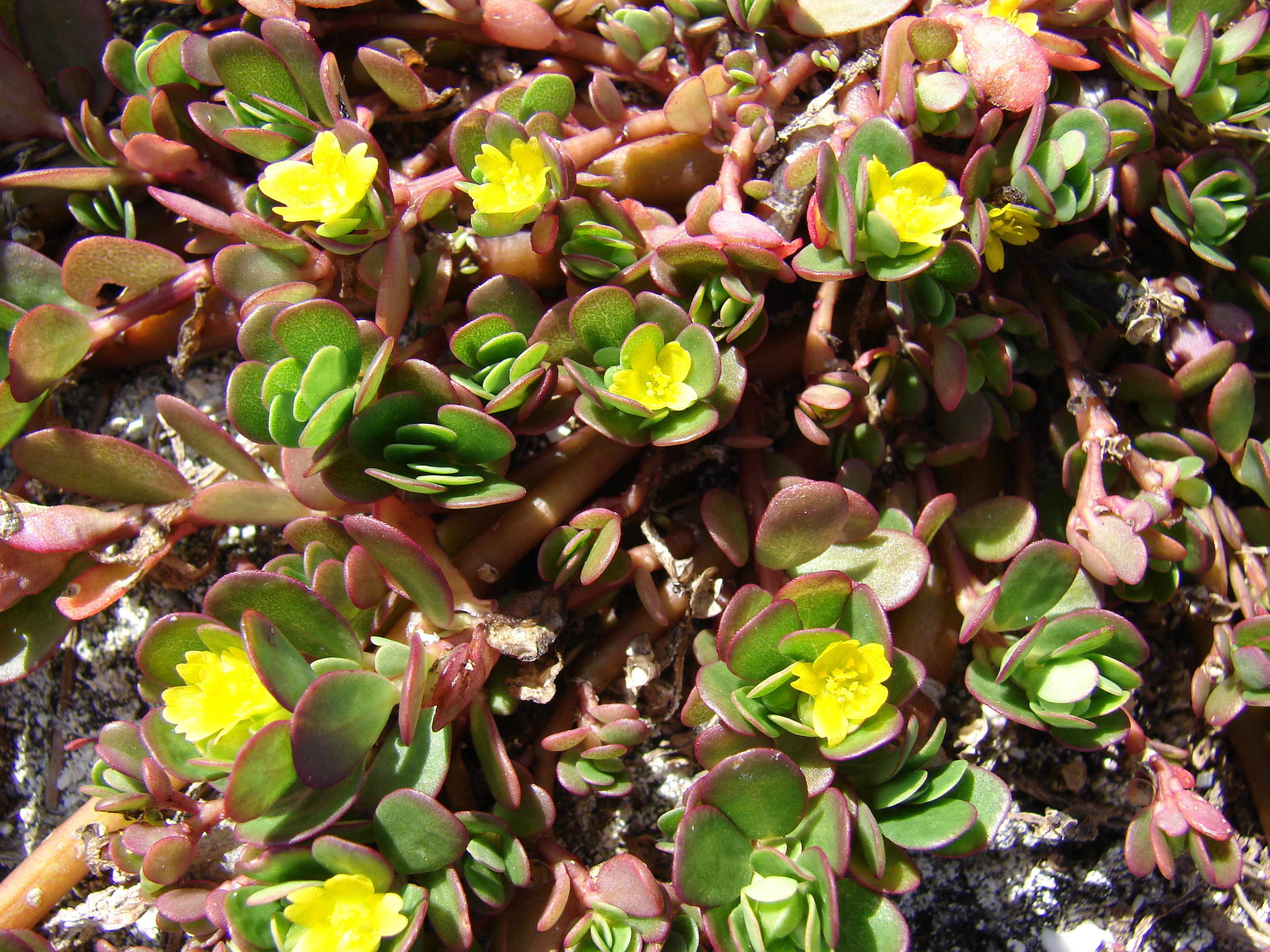
Portulaka warzywna

Portulaka (Portulaca L.) – rodzaj roślin z rodziny portulakowatych. Obejmuje ok. 100–150 gatunków rozprzestrzenionych szeroko na całym świecie, ale najbardziej zróżnicowanych w strefie tropikalnej i subtropikalnej, zwłaszcza w Afryce i Ameryce Południowej. Szeroko rozprzestrzenionym gatunkiem w uprawie jest ozdobna portulaka wielkokwiatowa (P. grandiflora) pochodząca z Brazylii i Urugwaju. W Polsce rośnie dziko tylko portulaka pospolita (P. oleracea) (jako zadomowiony antropofit). Nazwa naukowa pochodzi od łacińskiego słowa portula oznaczającego "małe drzwi, drzwiczki" w nawiązaniu do wieczka torebki (owocu). Rośliny z tego rodzaju rosną głównie w miejscach skalistych i ruderalnych, często na przydrożach.

## Morfologia
PokrójZwykle niewielkie (o średnicy do 30 cm), zwykle płożące rośliny jednoroczne. Jedyną byliną jest P. suffrutescens. Łodygi pokładające się lub rzadziej wzniesione, rozgałęzione, mięsiste i zazwyczaj nagie, czasem z włoskami w węzłach i w obrębie kwiatostanu.
LiścieMięsiste, skrętoległe lub pozornie naprzeciwległe, zazwyczaj siedzące. Blaszka cylindryczna lub spłaszczona.
KwiatyPojedyncze na końcach rozgałęzień, często bardzo skróconych, stąd bywają skupione w końcowych odcinkach pędów, czasem na kształt główki. Wsparte są okrywą z liści. Pozorny kielich tworzą dwie niewielkie, ale trwałe przysadki, zachodzące na siebie. Właściwe działki kielicha w liczbie 6–7 wykształcają się w postaci barwnych, czasem efektownych listków okwiatu i często bywają określane mianem płatków korony, które w istocie są zredukowane i nieobecne. Efektowne listki okwiatu otwierają się zwykle tylko w pełnym słońcu. Pręcików jest 7 lub więcej. Zalążnia jest jednokomorowa, wpółdolna lub dolna, z pojedynczą szyjką zwieńczoną 3–9 znamionami.
OwoceBłoniaste torebki, zwykle o kształcie zbliżonym do kulistego, zawierające liczne nasiona.

## Systematyka

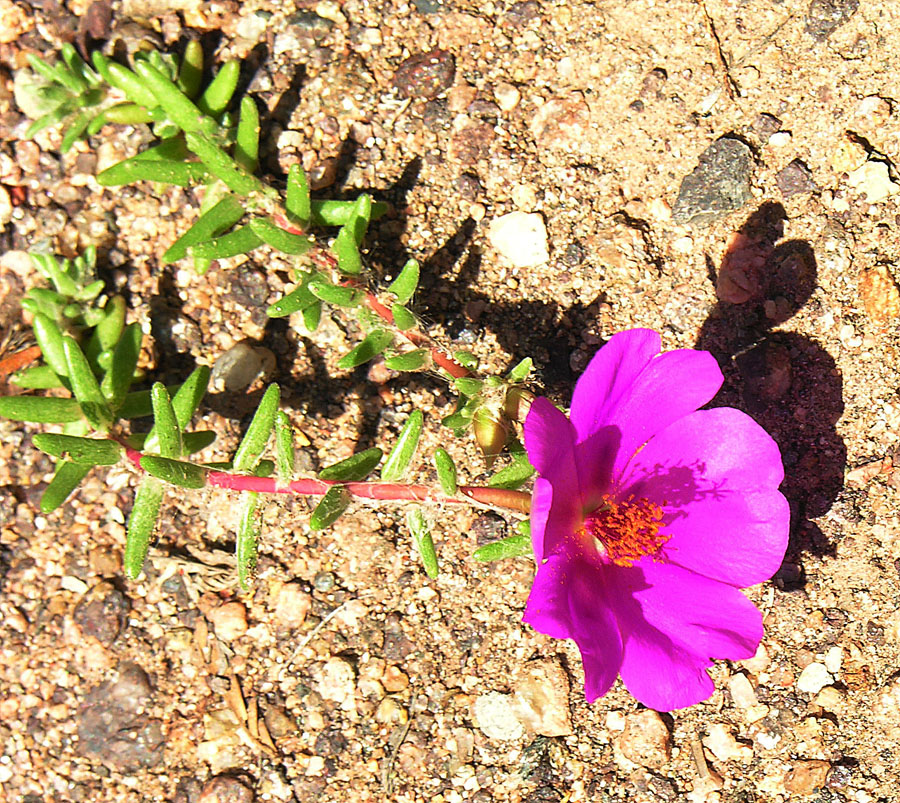
Portulaca gilliesii

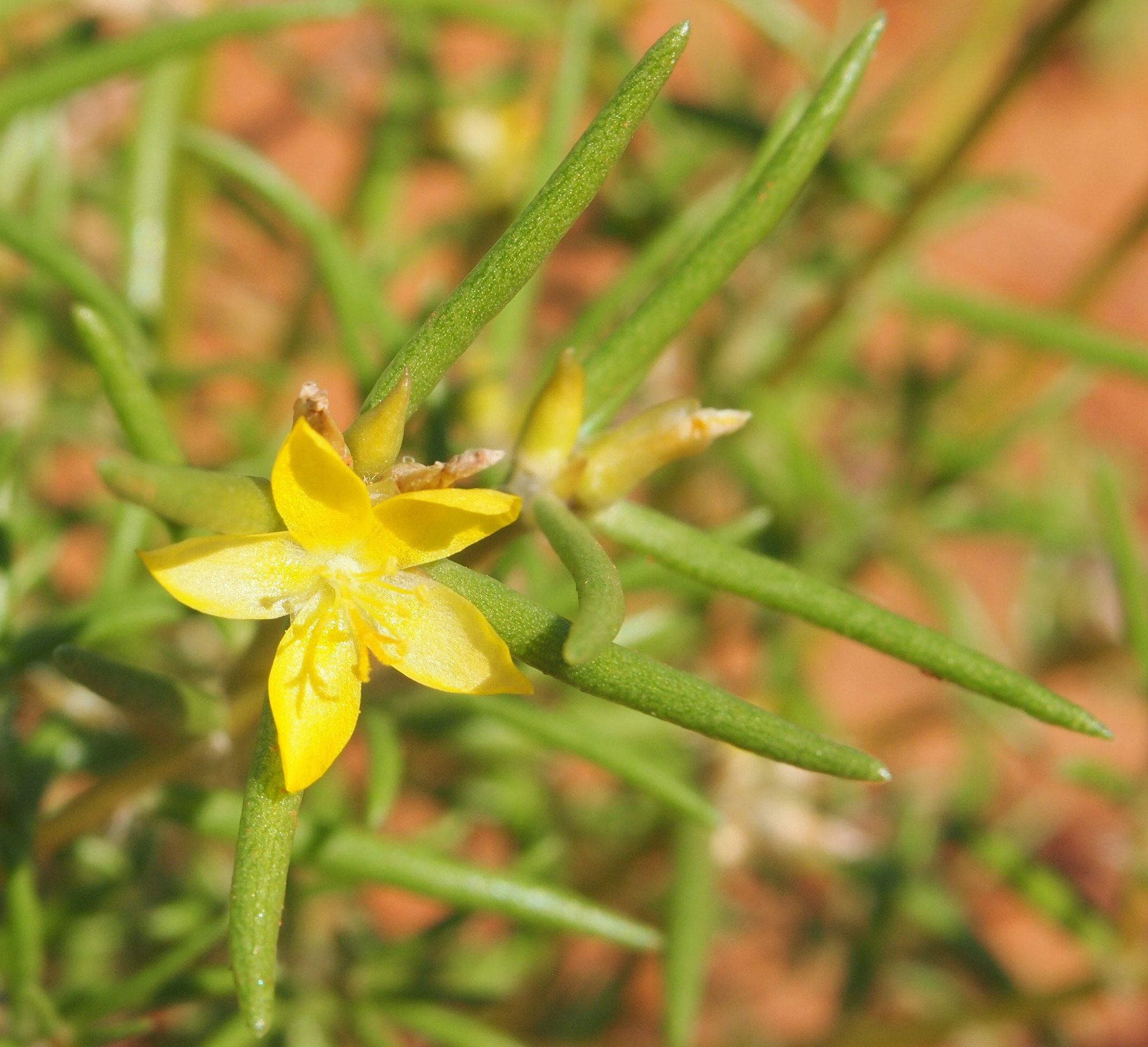
Portulaca filifolia

Portulaca molokiniensis

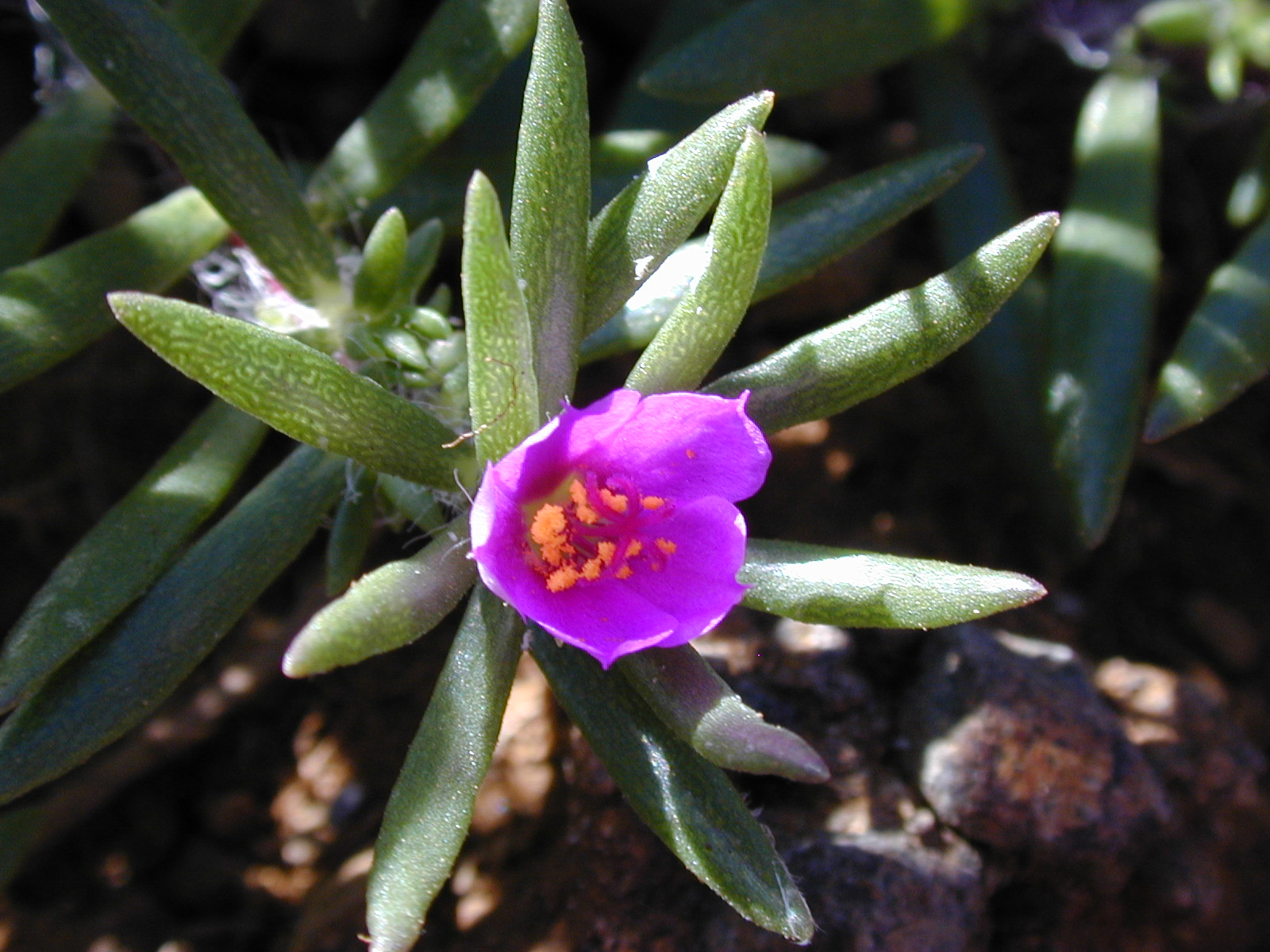
Portulaca pilosa

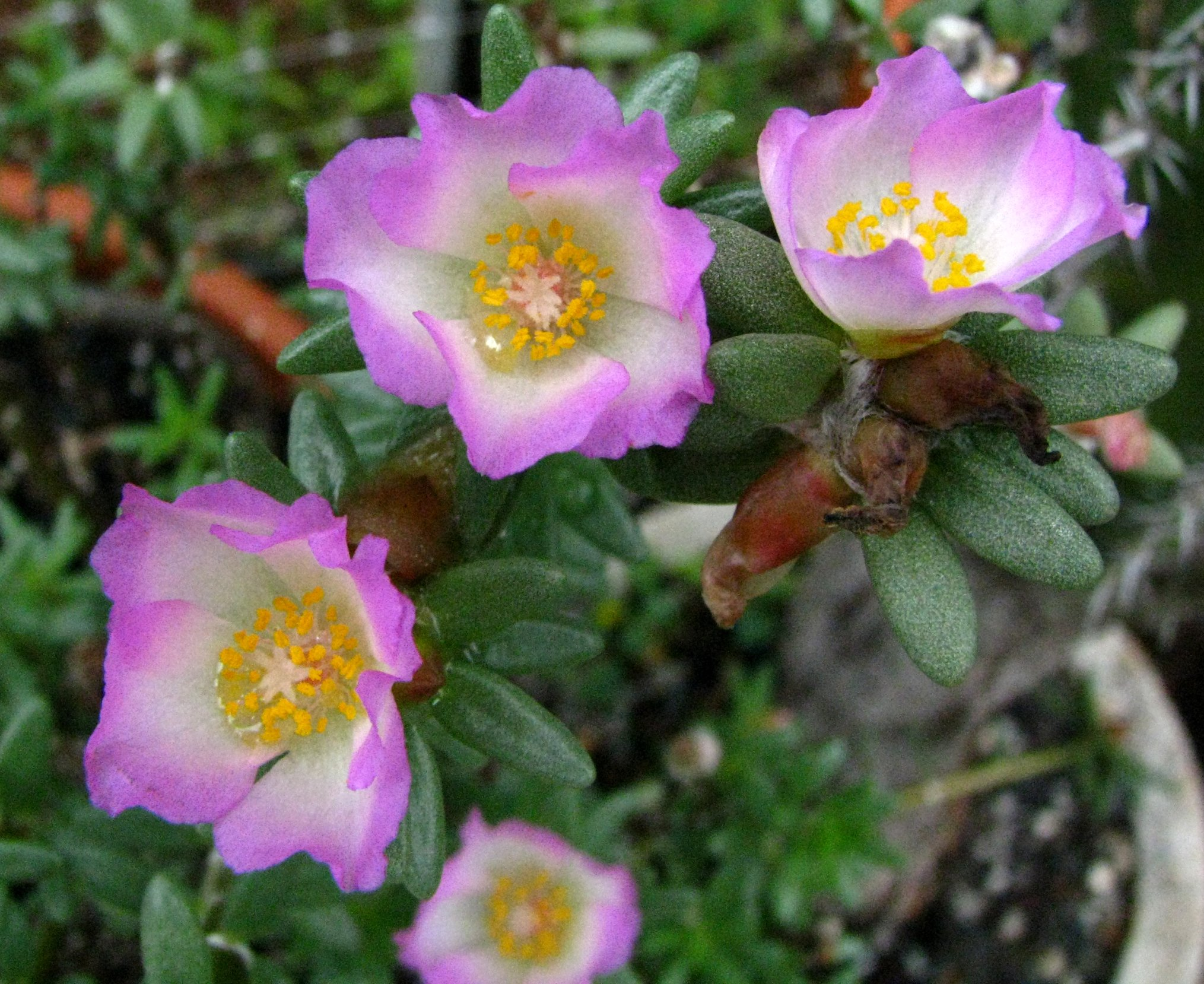
Portulaca villosa

Pozycja systematyczna według APweb (aktualizowany systemu APG IV z 2016)
Rodzaj zaliczany do monotypowej w tym ujęciu rodziny portulakowatych, wchodzącej w skład rzędu goździkowców (Caryophyllales) w obrębie dwuliściennych właściwych.
Pozycja systematyczna w systemie Reveala (1993–1999)
Gromada okrytonasienne (Magnoliophyta Cronquist), podgromada Magnoliophytina Frohne & U. Jensen ex Reveal, klasa Rosopsida Batsch, podklasa Caryophyllidae Takht., nadrząd Caryophyllanae Takht., rząd goździkowce (Caryophyllales Perleb), podrząd Portulacineae Engl., rodzina portulakowate (Portulacaceae Juss.), podrodzina Portulacoideae Burnett, plemię Portulaceae Dumort., rodzaj portulaka (Portulaca  L.). W tym ujęciu portulaka jest jednym z 25 rodzajów.
Wykaz gatunków
- Portulaca africana (Danin & H.G.Baker) Danin
- Portulaca almeviae Ocampo
- Portulaca amilis Speg.
- Portulaca anceps A.Rich.
- Portulaca argentinensis Speg.
- Portulaca aurantiaca Proctor
- Portulaca australis Endl.
- Portulaca bicolor F.Muell.
- Portulaca biloba Urb.
- Portulaca brevifolia Urb.
- Portulaca bulbifera M.G.Gilbert
- Portulaca californica D.Legrand
- Portulaca canariensis Danin & Reyes-Bet.
- Portulaca cardenasiana D.Legrand
- Portulaca caulerpoides Britton & P.Wilson
- Portulaca centrali-africana R.E.Fr.
- Portulaca chacoana D.Legrand
- Portulaca ciferrii Chiov.
- Portulaca clavigera R.Geesink
- Portulaca colombiana D.Legrand
- Portulaca commutata M.G.Gilbert
- Portulaca confertifolia Hauman
- Portulaca conoidea S.M.Phillips
- Portulaca constricta M.G.Gilbert
- Portulaca conzattii P.Wilson
- Portulaca coralloides S.M.Phillips
- Portulaca cryptopetala Speg.
- Portulaca cubensis Britton & P.Wilson
- Portulaca cyclophylla F.Muell.
- Portulaca cypria Danin
- Portulaca daninii Galasso, Banfi & Soldano
- Portulaca decipiens Poelln.
- Portulaca decorticans M.G.Gilbert
- Portulaca dhofarica M.G.Gilbert
- Portulaca diegoi Mattos
- Portulaca digyna F.Muell.
- Portulaca dodomaensis M.G.Gilbert
- Portulaca echinosperma Hauman
- Portulaca edulis Danin & Bagella
- Portulaca elatior Mart. ex Rohrb.
- Portulaca elongata Rusby
- Portulaca eruca Hauman
- Portulaca erythraeae Schweinf.
- Portulaca fascicularis Peter
- Portulaca filifolia F.Muell.
- Portulaca filsonii J.H.Willis
- Portulaca fischeri Pax
- Portulaca foliosa Ker Gawl.
- Portulaca fragilis Poelln.
- Portulaca frieseana Poelln.
- Portulaca fulgens Griseb.
- Portulaca gilliesii Hook.
- Portulaca giuliettiae T.Vieira & A.A.Coelho
- Portulaca goiasensis T.Vieira & A.A.Coelho
- Portulaca gracilis Poelln.
- Portulaca grandiflora Hook. – portulaka wielkokwiatowa
- Portulaca grandis Peter
- Portulaca granulatostellulata (Poelln.) Ricceri & Arrigoni
- Portulaca greenwayi M.G.Gilbert
- Portulaca guanajuatensis Ocampo
- Portulaca halimoides L.
- Portulaca hatschbachii D.Legrand
- Portulaca hereroensis Schinz
- Portulaca heterophylla Peter
- Portulaca hirsutissima Cambess.
- Portulaca hoehnei D.Legrand
- Portulaca humilis Peter
- Portulaca impolita (Danin & H.G.Baker) Danin
- Portulaca insignis Steyerm.
- Portulaca intraterranea J.M.Black
- Portulaca johnstonii Henrickson
- Portulaca juliomartinezii Ocampo
- Portulaca kermesina N.E.Br.
- Portulaca kuriensis M.G.Gilbert
- Portulaca lutea Sol. ex G.Forst.
- Portulaca macbridei D.Legrand
- Portulaca macrantha Ricceri & Arrigoni
- Portulaca macrorhiza R.Geesink
- Portulaca macrosperma D.Legrand
- Portulaca masonii D.Legrand
- Portulaca massaica S.M.Phillips
- Portulaca matthewsii Ocampo
- Portulaca mauritiensis Poelln.
- Portulaca mexicana P.Wilson
- Portulaca meyeri D.Legrand
- Portulaca minensis D.Legrand
- Portulaca minuta Correll
- Portulaca molokiniensis Hobdy
- Portulaca monanthoides Lodé
- Portulaca mucronata Link
- Portulaca mucronulata D.Legrand
- Portulaca nivea Poelln.
- Portulaca nogalensis Chiov.
- Portulaca oblonga Peter
- Portulaca obtusa Poelln.
- Portulaca obtusifolia D.Legrand
- Portulaca okinawensis E.Walker & Tawada
- Portulaca oleracea L. – portulaka pospolita
- Portulaca oligosperma F.Muell.
- Portulaca olosirwa S.M.Phillips
- Portulaca papulifera D.Legrand
- Portulaca papulosa Schltdl.
- Portulaca perennis R.E.Fr.
- Portulaca philippii I.M.Johnst.
- Portulaca pilosa L.
- Portulaca psammotropha Hance
- Portulaca pusilla Kunth
- Portulaca pygmaea Steyerm.
- Portulaca quadrifida L.
- Portulaca ragonesei D.Legrand
- Portulaca ramosa Peter
- Portulaca rausii Danin
- Portulaca rhodesiana R.A.Dyer & E.A.Bruce
- Portulaca rotundifolia R.E.Fr.
- Portulaca rubricaulis Kunth
- Portulaca rzedowskiana Ocampo
- Portulaca samhaensis A.G.Mill.
- Portulaca samoensis Poelln.
- Portulaca sanctae-martae Poelln.
- Portulaca sardoa Danin, Bagella & Marrosu
- Portulaca saxifragoides Welw. ex Oliv.
- Portulaca sclerocarpa A.Gray
- Portulaca sedifolia N.E.Br.
- Portulaca sedoides Welw. ex Oliv.
- Portulaca sicula Danin, Domina & Raimondo
- Portulaca smallii P.Wilson
- Portulaca socotrana Domina & Raimondo
- Portulaca somalica N.E.Br.
- Portulaca stellulatotuberculata Poelln.
- Portulaca stuhlmannii Poelln.
- Portulaca suffrutescens Engelm.
- Portulaca suffruticosa Wight
- Portulaca sundaensis Poelln.
- Portulaca teretifolia Kunth
- Portulaca thellusonii Lindl.
- Portulaca tingoensis J.F.Macbr.
- Portulaca trianthemoides Bremek.
- Portulaca trituberculata Danin, Domina & Raimondo
- Portulaca tuberculata León
- Portulaca tuberosa Roxb.
- Portulaca umbraticola Kunth – portulaka zakryta[10]
- Portulaca werdermannii Poelln.
- Portulaca wightiana Wall. ex Wight & Arn.
- Portulaca yecorensis Henrickson & T.Van Devender
- Portulaca zaffranii Danin

## Zastosowanie
Rozpowszechnioną w uprawie, zwłaszcza w strefie tropikalnej jest jednoroczna portulaka wielkokwiatowa (P. grandiflora) pochodząca z Brazylii i Urugwaju. Ozdobna z powodu efektownych, barwnych kwiatów otwierających się w pełnym słońcu. Gatunkiem uprawianym dawniej (w starożytności i średniowieczu) jako warzywo jest portulaka pospolita (P. oleracea subsp. sativa). Współcześnie rzadko jest wykorzystywana, głównie w krajach Beneluksu i Francji, gdzie spożywana jest na surowo w sałatkach lub przyrządzana jest tak jak szpinak warzywny.